# Bolszewizm – totalitaryzm – rewolucja – Rosja. Początki sowietologii i studiów nad systemami totalitarnymi w Polsce (1918–1939)
Bolszewizm – totalitaryzm – rewolucja – Rosja. Początki sowietologii i studiów nad systemami totalitarnymi w Polsce (1918–1939) – dwutomowa książka Marka Kornata będąca historią i zarazem refleksją nad polską myślą dwudziestolecia międzywojennego dotyczącą reżimów totalitarnych. Ukazała się w latach 2003-2004 nakładem Księgarni Akademickiej. W 2005 roku książka wraz z inną pracą Marka Kornata Polska szkoła sowietologiczna 1930–1939 została uhonorowana Nagrodą im. Jerzego Giedroycia. 

## Recenzje i dyskusje na temat książki
- Marek Jan Chodakiewicz, Polska polityka równowagi i sowietologia, „Glaukopis” 2009, nr 13/14, s. 357-361.
- Andrzej Nowak, Pytam, czego dotyczy książka?, „Przegląd Polityczny” (2006), nr 76.
- Krzysztof Pomian, Odnawianie panoramy myśli polskiej, „Przegląd Polityczny” (2006), nr 76.
- Andrzej Walicki, Polska debata nad totalitaryzmem. Interpretacje i diagnozy, „Przegląd Polityczny” (2006), nr 76.
- Marek Kornat, Bolszewizm, totalitaryzm, rewolucja. Odpowiadam nie tylko recenzentom, „Przegląd Polityczny” (2006), nr 76, s. 127-152.
- Jerzy W. Ochmański, „Czasopismo Prawno-Historyczne” 58 (2006), z. 1, s. 317-320.